# Oristano (tỉnh)
Oristano (tiếng Ý: Provincia di Oristano, tiếng Sardegna: Provìntzia de Aristanis) là một tỉnh ở vùng đảo tự trị Sardinia ở Ý. Tỉnh lỵ là thành phố Oristano.
Tỉnh này có diện tích 3.040 km², tổng dân số là 167.971 người (năm 2001). Có 88 đô thị trong tỉnh này  Lưu trữ ngày 7 tháng 8 năm 2007 tại Wayback Machine). Tại thời điểm tháng 6 năm 2005, các đô thị chính xếp theo dân số là:
| Đô thị       | Dân số |
| ------------ | ------ |
| Oristano     | 32.821 |
| Terralba     | 10.309 |
| Cabras       | 8.860  |
| Marrubiu     | 5.023  |
| Ghilarza     | 4.629  |
| Mogoro       | 4.623  |
| Santa Giusta | 4.622  |
| Arborea      | 3.992  |
| Samugheo     | 3.407  |
| Uras         | 3.081  |